# Squalus cubensis
Squalus cubensis е вид акула от семейство Squalidae.

## Разпространение
Този вид е разпространен в Аржентина, Барбадос, Бахамски острови, Белиз, Бразилия, Венецуела, Колумбия, Куба, Мексико, Никарагуа, Панама, Пуерто Рико, САЩ, Уругвай, Хондурас и Ямайка.